# Great Dane

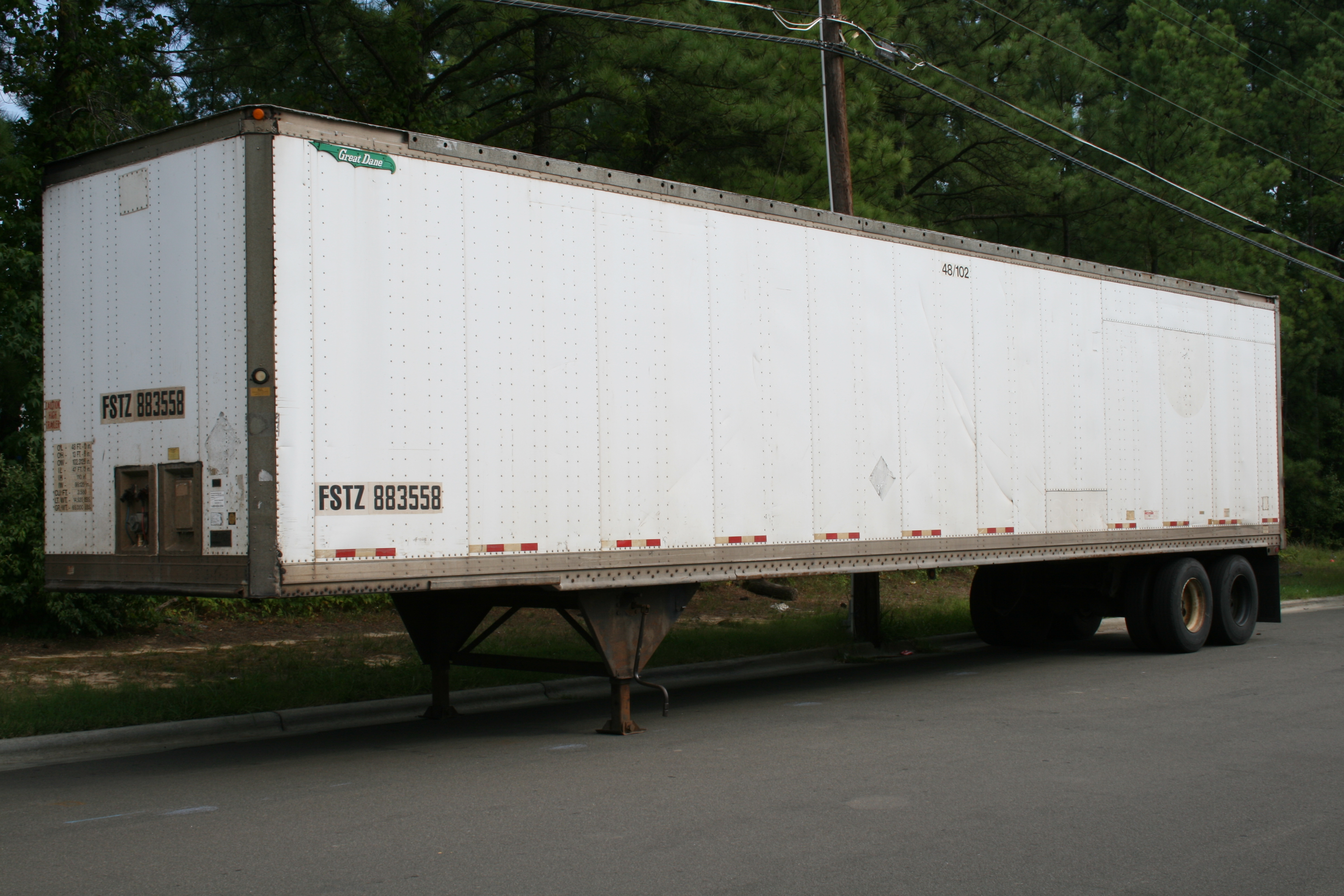
Ein Kofferauflieger von Great Dane für den Transport von Sammelgut.

Great Dane ist ein führender Hersteller von Aufliegern, Anhängern und Aufbauten aus den Vereinigten Staaten. Das Unternehmen zählt in dieser bisher immer noch regionalisierten Branche mit rund 52.000 im Jahr 2015 verkauften Aufliegern zu den drei größten Herstellern von unmotorisierten Nutzfahrzeugen weltweit.

## Geschichte
Das Unternehmen wurde 1900 in Savannah als Savannah Blowpipe Company gegründet und fertigte zunächst Schutzhauben sowie Abfallbehälter aus Eisenblech für die holzverarbeitende Industrie an. 1912 erweiterte man das Portfolio um weitere Leichtstahlprodukte. Seit 1919 befindet sich der Unternehmenssitz in Chicago. 1930 begann man dort mit der Herstellung erster eigener Auflieger und Anhänger.
1931 wurde das Unternehmen als Steel Products Company neu organisiert und der Nutzfahrzeugbau vor allem durch eine Firmenübernahme in Greenville ausgeweitet. Damit erhielt das Unternehmen erstmals seinen heutigen Markennamen Great Dane, unter dem zunächst ein einachsiger Pritschenauflieger mit umgerechnet 4,9 bis 6,1 Metern Länge vermarktet wurde. 1934 nahm man auch Tank- und Kofferauflieger ins Portfolio auf. Eine Pionierrolle nahm das Unternehmen bei der Entwicklung und Vermarktung von Kühlauflieger ein, die ebenfalls bereits seit 1931 vertrieben werden. Das ebenfalls unter dem Markennamen Great Dane erstmals 1938 eingeführte aerodynamische Design der Kofferauflieger revolutionierte die Branche.
In der Zeit der Kriegswirtschaft während des Zweiten Weltkrieges wurden 12.000 Nutzfahrzeuge hergestellt. In den Nachkriegsjahren wurden die Kühlauflieger zum wichtigsten Produkt des Unternehmens.
1958 erfolgte die Umbenennung der Steel Products Company in Great Dane Trailers Inc. Aluminiumkonstruktionen lösten zu dieser Zeit die Stahlaufbauten ab. 1961 wurde die Herstellung von Schiffscontainern aufgenommen. 1972 wurde der Mitbewerber Arrow Trailers in Memphis als vorerst zweite Produktionsstätte übernommen. Ein drittes Werk wurde in Brazil neu errichtet. 1988 kaufte man dem Konkurrenten Timpte dessen Anlagen in Wayne ab und übernahm den Kühlspezialisten Super Seal Reefer Products Company. Im folgenden Jahr wurde zudem das Nachfolgeunternehmen des bekannten Taxiherstellers Checker Motors eingegliedert, der die Taxiherstellung 1982 aufgegeben hatte und danach als Komponentenzulieferer der Automobilindustrie aktiv war. Dieser Bereich wurde als GRA Holdings neu organisiert und 1995 in drei hundertprozentige Tochtergesellschaften aufgeteilt: Yellow Cab (betreibt und vermietet Taxis in Chicago), Chicago Taxiworks (Taxireparaturen und andere Dienstleistungen) und CMC Kalamazoo. Ein weiteres Werk wurde 1996 in Terre Haute eröffnet.
1997 unterhielt das Unternehmen fünf Werke sowie 19 Niederlassungen in eigenem Besitz. Dazu kamen 49 unabhängige Vertretungen und 24 Ersatzteilhändler. Für 1997 erwartete Great Dane einen Jahresumsatz von 750 Mio. Dollar und wurde im Jahr darauf von der Firmengruppe CC Industries übernommen und mit der 1950 gegründeten Pines Trailer Company in Chicago zusammengelegt, die auch in Kewanee und Greenville produzierte. 1999 übernahm Great Dane den Mitbewerber Manac, der zu der Zeit größter kanadischer Hersteller von Aufliegern und Anhängern war und einen Umsatz von 229,6 Mio. Dollar verzeichnete. Great Dane stieg zu jener Zeit zum größten Hersteller von Aufliegern auf.
Das Werk in Greenville wurde 1970 eröffnet und 1972 von der Theurer Inc. erworben, die es bis Ende 1989 betrieb. Danach übernahm der Mitbewerber Pines Trailers das Werk. Great Dane nutzt es für die Serienherstellung von Kofferaufliegern für große Flottenkunden. Der größte Kunde des Unternehmens in diesem Produktbereich ist die Supermarktkette Wal-Mart, die bis Ende 2007 rund 10.000 Auflieger nur aus diesem Werk bezog. Ende 2001 wurden Werke der Strick Trailer Corp. in Danville und Abbeville angegliedert.

## Great Dane heute
Great Dane ist das größte Unternehmen der Firmengruppe CC Industries, die 2007 einen Jahresumsatz von 1,59 Mrd. Dollar aufwies und 5.400 Mitarbeiter beschäftigte. Zu den Hauptabsatzmärkten von Great Dane zählen die Vereinigten Staaten, Kanada und Mexiko aber auch vereinzelt weitere Länder Lateinamerikas. Wichtigster Mitbewerber auf dem heimischen Absatzmarkt ist Wabash National aus Lafayette. Das Produktportfolio umfasst vor allem Koffer-, Pritschen- und Containerauflieger.
Zu den Tochtergesellschaften des Unternehmens zählen unter anderem die American Country Insurance Company, ein Grundstücks- und Unfallversicherer, sowie die South Charleston Stamping & Manufacturing Company, ein Karosserieproduzent.